# Diadiplosis haywardi
Diadiplosis haywardi är en tvåvingeart som först beskrevs av Blanchard 1938.  Diadiplosis haywardi ingår i släktet Diadiplosis och familjen gallmyggor. Inga underarter finns listade i Catalogue of Life.